# 별 다면체

별 다면체 중 하나인 별모양 깎은 육면체.

별다면체에는 다음 뜻이 있다.
- 면이 자기 교차하는 다면체
- 별모양 집합인 다면체의 일종양

## 자기 교차 다면체
케플러-푸앵소 다면체를 위시한 고른 별 다면체와 고른 별 다면체의 쌍대, 다면체의 별모양화등이 이에 해당한다.

## 별모양 집합인 다면체의 일종
면끼리 교차하지 않고 영역이 정해진 오목 다면체이다. 자기 교차 다면체의 겉표면이 아닌 것으로는 모라비아의 별등이 장식에 사용된다.

## 같이 보기
- 다각별
- 별모양화